# Rinke Rooyens
Rinke Rooyens, właśc. Rinke Rooijens (ur. 10 marca 1969 w Rotterdamie) – holendersko-polski producent, reżyser i scenarzysta programów telewizyjnych, właściciel przedsiębiorstwa mediowego Rochstar S.A.

## Życiorys
Jest synem aktorki teatralnej i holenderskiego reżysera telewizyjnego Boba Rooijensa (ur. 1940 w Rotterdamie). Od wczesnego dzieciństwa dorastał między teatrem a telewizją. Rodzice rozwiedli się, gdy miał sześć lat.
Mając trzynaście lat wystąpił w spektaklu przygotowanym na otwarcie olimpiady w Los Angeles. Zagrał także w przedstawieniu w reżyserii Roberta Wilsona w Paryżu. Dorabiał, myjąc samochody.
W wieku szesnastu lat, po samobójczej śmierci matki, która cierpiała na chorobę alkoholową i depresję, wyjechał do Kolonii, gdzie przez pewien czas pracował dla tamtejszej telewizji jako montażysta i asystent kierownika produkcji.
Pracował dla przedsiębiorstwa Endemol, znanego m.in. z produkcji Big Brother. W 1998 przeniósł się do Warszawy, gdzie rozpoczął pracę jako reżyser-konsultant robionych na holenderskiej licencji dwóch serii programu rozrywkowego TVN To było grane (1998), którego gospodarzem była Kayah. Następnie był pomysłodawcą i producentem reality show TVN Kto was tak urządził?, które prowadziła Małgorzata Maier. Po dwóch miesiącach zdecydował się osiedlić w Polsce.
W 2003 założył przedsiębiorstwo mediowe Rochstar S.A., która ma na swoim koncie wiele widowisk telewizyjnych, takich jak TVP2 Załóż się (2005–2006), TVN Szymon Majewski Show (2005–2011), TVP1 Sekrety rodzinne (2006–2007), TVP2 Gwiazdy tańczą na lodzie (2007–2008), Polsat Jak oni śpiewają (2007–2009), a także Ranking Gwiazd (2008) z udziałem Borysa Szyca i Tylko nas dwoje (2010) Paczka, TVP1 Sylwester z Jedynką, TVN Mamy Cię!, Narodowy test na inteligencję, Narodowy test na prawo jazdy.
Od 2015 roku prowadzi program Rinke. Za kratami, a od 2018 roku – Rinke. Na krawędzi.
W październiku 2007 odebrał Medal „Przyjaciela Centrum Zdrowia Dziecka” jako pomysłodawca charytatywnej akcji „Odnawiamy Nadzieję”, podczas której Fundacja TVN zbierała pieniądze na remonty klinik znajdujących się w Centrum Zdrowia Dziecka.

## Życie prywatne
Podczas nagrywania programu To było grane poznał piosenkarkę Kayah. 5 sierpnia 1998 pobrali się, a 1 grudnia 1998 urodził im się syn Roch. Od 2002 byli w separacji, ostatecznie rozwiedli się w 2010.
W latach 2010–2015 był w związku z kostiumolog Malwiną Wędzikowską. W latach 2015–2016 był związany z aktorką Katarzyną Wołejnio. 3 października 2020 ożenił się z projektantką mody Joanną Przetakiewicz.

## Programy telewizyjne

### Producent
- Sylwester z Jedynką, TVP
- Paczka, TV Puls
- 2002: Kto was tak urządził?, TVN
- 2004–2005: Mamy Cię!, TVN
- 2005–2006: Załóż się, TVP2
- 2005–2011: Szymon Majewski Show, TVN
- 2006–2007: Sekrety rodzinne, TVP2
- 2007–2008: Gwiazdy tańczą na lodzie, TVP2
- 2007–2009: Jak oni śpiewają, Polsat
- 2010–2011, 2013: Top Model. Zostań Modelką, TVN
- 2010: Tylko nas dwoje, Polsat
- 2009–2012, 2016: Kocham Cię, Polsko!, TVP2
- 2011, od 2013: The Voice of Poland, TVP2
- 2011: HDw3D Telewision, TVN
- 2012: Szymon na żywo, TVN
- 2013: Ekipa na swoim Polsat, Polsat 2
- 2013–2016: Świat się kręci, TVP1
- od 2014: Dancing with the Stars. Taniec z gwiazdami, Polsat
- od 2014: Top Model, TVN
- 2015: Celebrity Splash!, Polsat
- od 2017: SNL Polska, Showmax
- od 2018: The Voice Kids, TVP2
- od 2019: The Voice Senior, TVP2
- od 2020: The Four. Bitwa o sławę, Polsat
- od 2021: Design Dream. Pojedynek na wnętrza, Polsat

### Reżyser
- Od 2025: The Floor, TVN[5]

### Prowadzący
- 2015–2016: Rinke za kratami
- 2018: Rinke. Na krawędzi
- 2019: Rinke. Za zamkniętymi drzwiami